# Fərid Məmmədov
Farid Mammadov (Azerbeidzjaans: Fərid Məmmədov; Bakoe, 30 augustus 1991) is een Azerbeidzjaans zanger.

## Biografie

### Vroegere leven en carrière
Mammadov werd in 1991 geboren in Bakoe, dat toen nog in de Sovjet-Unie lag. Zijn vader, Asif Mammadov, was een professionele judoka en amateur rockmuzikant en zijn moeder, Maya Mammadova, was een zilver-winnende Sovjet-turnster. Momenteel is hij een student aan de Azərbaycan Dövlət Mədəniyyət və İncəsənət Universiteti (Azerbeidzjaanse staatsuniversiteit van cultuur en kunst). Hij werkt bij het Bakoe jazz centrum.
Sinds zijn jeugd zong Mammadov in de Bulbul ensemble beheerd door Aybaniz Hashimova. Voor een lange tijd was hij solist van dit ensemble. Sinds hij 8 is, is hij geïnteresseerd in jazz en soul en citeert Stevie Wonder als een belangrijke invloed. 
Mammadov is de auteur van Gal Yanima (Kom Naar Mij), een van de nummers die hij zong tijdens de Azerbeidzjaanse Eurovisie selectie tour. 
Naast muziek beoefent hij ook Grieks-Romeins worstelen en capoeira. 

### Eurovisie
Eind 2012 nam hij deel aan Milli Seçim Turu 2013, de Azerbeidzjaanse preselectie van het Eurovisiesongfestival. Hij haalde de finale, die werd afgewerkt in maart 2013. Uiteindelijk won hij de nationale voorronde ook, waardoor hij zijn vaderland mag vertegenwoordigen op het Eurovisiesongfestival 2013, in het Zweedse Malmö, met het lied Hold Me. Farid werd eerste in de tweede halve finale en in de finale eindigde hij op de tweede plaats met 234 punten.

### Privé
Farid huwde in 2016 en heeft één zoon.

## Discografie
| Single met eventuele hitnotering(en) in de Nederlandse Top 40 | Datum van verschijnen | Datum van binnenkomst | Hoogste positie | Aantal weken | Opmerkingen                 |
| ------------------------------------------------------------- | --------------------- | --------------------- | --------------- | ------------ | --------------------------- |
| Hold Me                                                       | 2013                  | -                     |                 |              | Nr. 92 in de Single Top 100 |

| Single met hitnotering(en) in de Vlaamse Ultratop 50 | Datum van verschijnen | Datum van binnenkomst | Hoogste positie | Aantal weken | Opmerkingen |
| ---------------------------------------------------- | --------------------- | --------------------- | --------------- | ------------ | ----------- |
| Hold Me (Farid Mammadov)\|Hold Me                    | 2013                  | 25-05-2013            | tip28           | -            |             |

2008: Elnur & Samir · 
2009: AySel & Arash · 
2010: Səfurə Əlizadə · 
2011: Ell & Nikki · 
2012: Səbinə Babayeva · 
2013: Fərid Məmmədov · 
2014: Dilarə Kazımova · 
2015: Elnur Hüseynov · 
2016: Səmra Rəhimli · 
2017: Dihaj · 
2018: Aysel Məmmədova · 
2019: Chingiz · 
2021: Efendi · 
2022: Nadir Rüstəmli · 
2023: TuralTuranX · 
2024: Fahree feat. İlkin Dövlətov · 
2025: Mamagama